# Eugenia oxysepala
Eugenia oxysepala är en myrtenväxtart som beskrevs av Ignatz Urban. Eugenia oxysepala ingår i släktet Eugenia och familjen myrtenväxter. Inga underarter finns listade i Catalogue of Life.